# Nowa Osota
Nowa Osota (ukr. Нова Осота) – wieś na Ukrainie, w obwodzie kirowohradzkim, w rejonie kropywnyckim, w hromadzie Ołeksandriwka, nad rzeką Osotianka (dawniej Osota). W 2025 liczyła 1035 mieszkańców.
W przesłości wieś należała do Jabłonowskich (Jan Kajetan Jabłonowski), Bielińskich i Sobańskich. Słynęła z wody żelaznej mającej właściwości lecznicze. Pod koniec XIX w. była własnością gubernatora Iwana Fundukleja (1799-1880).
Do 2021 w rejonie ołeksandriwskim.